# Уалькі
Уалькі (ісп. Hualqui) — місто в Чилі. Адміністративний центр однойменної комуни. Населення — 13 724 особи (2002). Місто і комуна входить до складу провінції Консепсьйон і регіону Біобіо.
Територія комуни — 530,5 км². Чисельність населення — 20 968 жителів (2007). Щільність населення — 39,52 чол./км².

## Розташування
Місто розташоване за 19 км південно-східніше адміністративного центру області міста Консепсьйон.
Комуна межує:
- на півночі — з комунами Консепсьйон, Флорида;
- на сході — з комуною Юмбель;
- на південному сході — з комуною Сан-Росендо;
- на південному заході — з комуною Санта-Хуана;
- на заході — з комуною Коронель;
- на північному заході — з комуною Чигуаянте.

## Демографія
Згідно з даними, зібраними під час перепису Національним інститутом статистики, населення комуни становить 20 968 осіб, з яких 10 304 чоловіки та 10 664 жінки.
Населення комуни становить 1,06 % від загальної чисельності населення регіону Біобіо. 17,42 % належить до сільського населення і 82,58 % — міське населення.

### Найважливіші населені пункти комуни
- Уалькі (місто) — 13 724 жителі.
- Талькамавіда (селище) — 1032 жителі.